# Gerrit van der Veenstraat

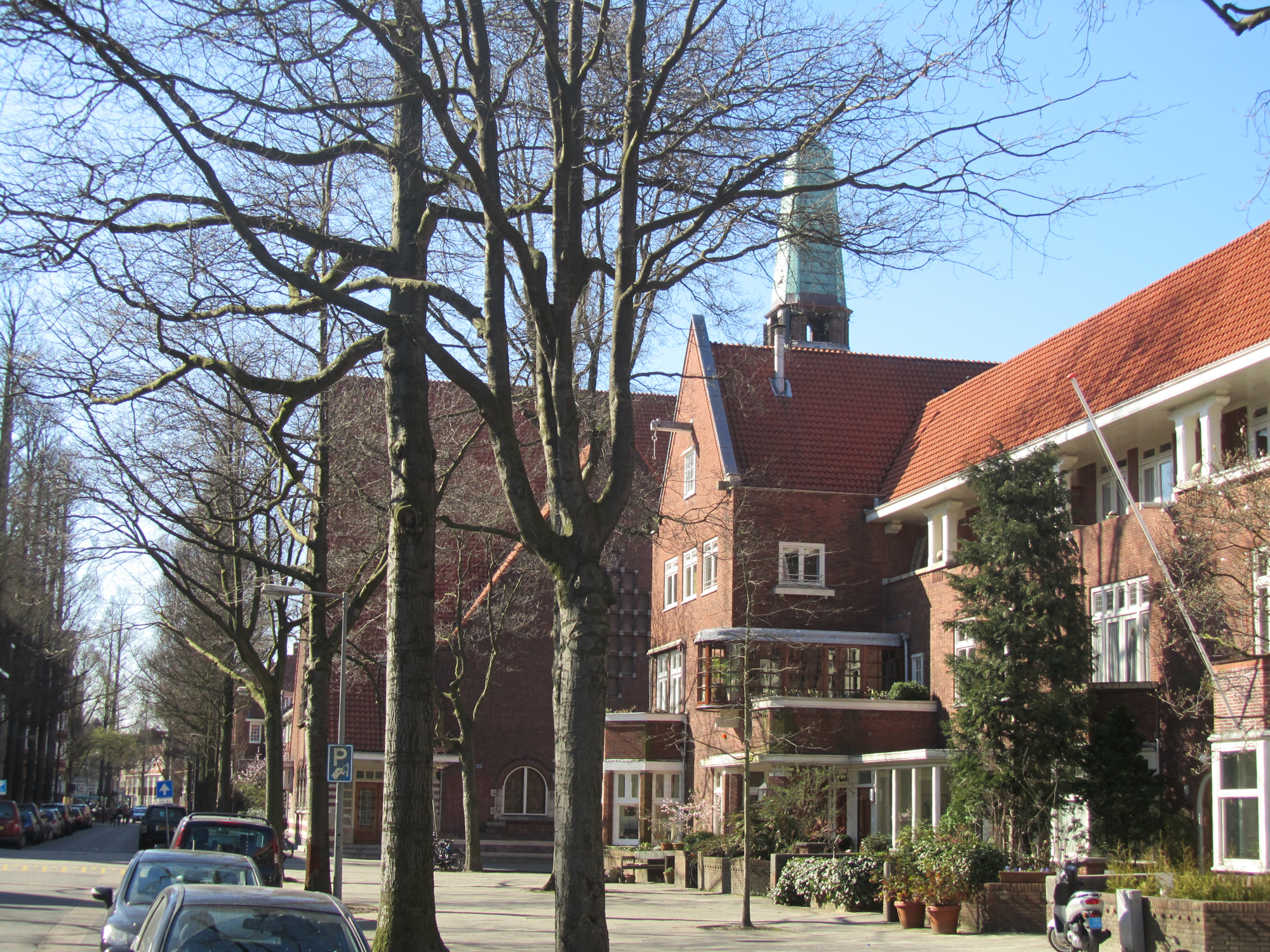
Gerrit van der Veenstraat

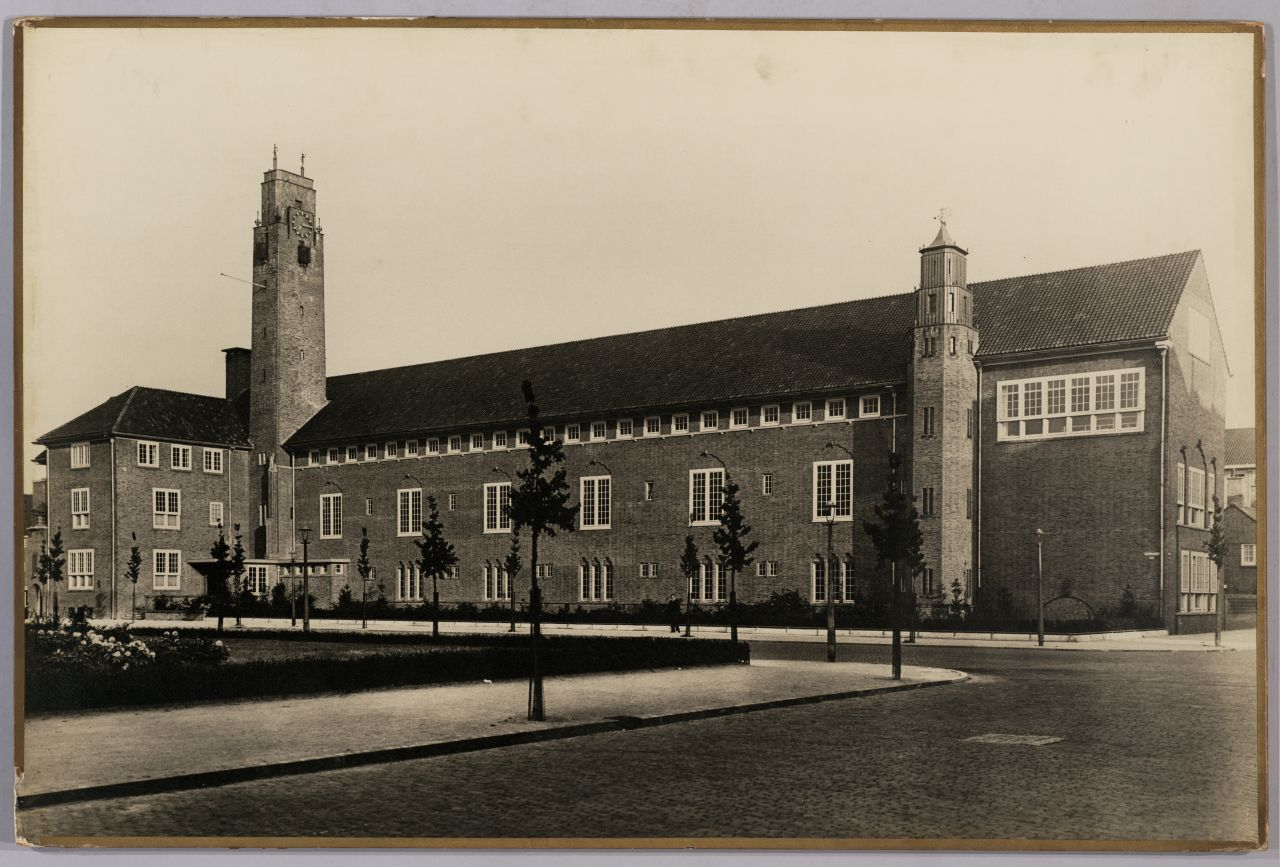
HBS voor meisjes, op nr. 99; 1930. Architect: Nicolaas Lansdorp (Publieke Werken Amsterdam).

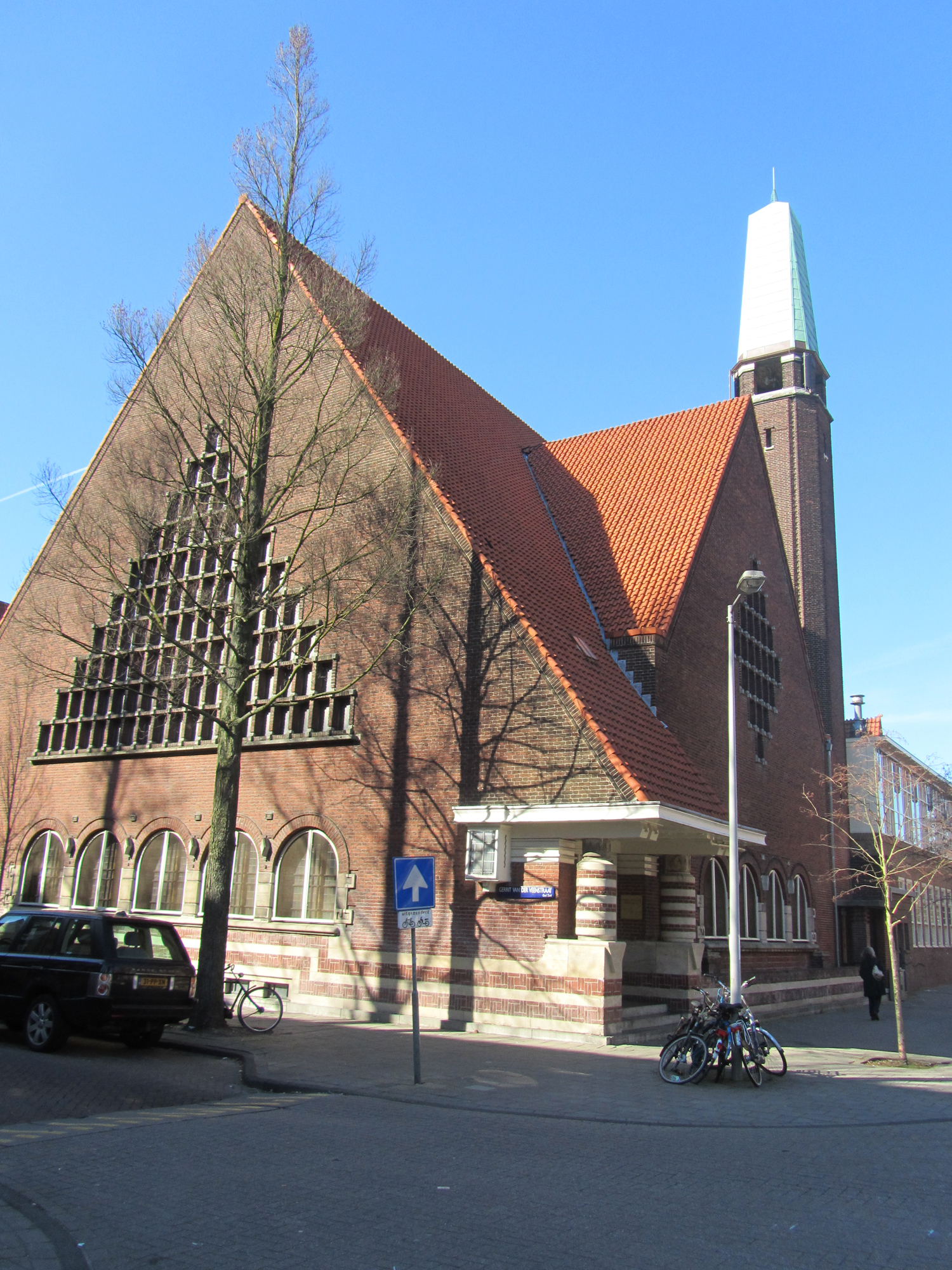
Lutherkapel op nr. 38

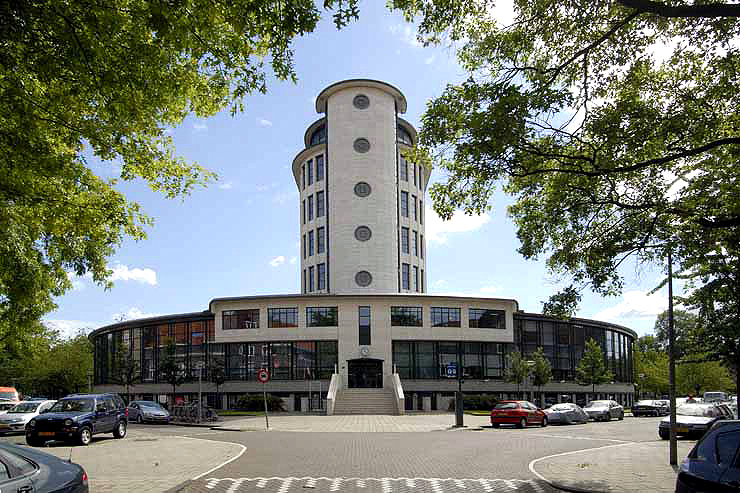
Apollo House (achterkant)

De Gerrit van der Veenstraat is een straat in Amsterdam-Zuid. De straat is ongeveer een kilometer lang, en loopt in westelijke richting van de Apollolaan naar het sportpark op het Olympiaplein. Hierbij kruist de straat een belangrijke verkeersader, de Beethovenstraat, waar tramlijnen 5 en 24 rijden. Naar het einde kruist de straat ook de Minervalaan. De straat valt onder postcodegebied 1077.

Oorspronkelijk heette de straat Euterpestraat; naar Euterpe, in de Griekse mythologie de muze van het fluitspel en de lyrische poëzie. Op 18 mei 1945 vlak na het einde van de Duitse bezetting is de straat vernoemd naar de Nederlandse beeldhouwer en verzetsheld Gerrit van der Veen (1902-1944). 
Ondanks de breedte van de straat en de dubbele rijrichting is het geen doorgaande weg. De straat heeft vooral een woonfunctie; alleen rond de Beethovenstraat is een aantal winkels te vinden. De straat is opgetrokken in Amsterdamse School-stijl. Hij bestaat uit woonblokken met luxe appartementen en enkele series geschakelde villa's. Sommige huizenblokken zijn van de hand van architect F.A. Warners.

## Tweede Wereldoorlog
Tijdens de bezetting was in het voormalige pand van de meisjes-HBS in deze straat het hoofdkwartier (twee gebouwen) van de Nederlandse afdeling van de Duitse Sicherheitsdienst (SD) gevestigd. Vanaf 1942 was hier ook de Zentralstelle für jüdische Auswanderung gevestigd, die de deportatie van Joden uit Nederland organiseerde. Veel verzetsmensen en Joodse Amsterdammers werden naar het gebouw gebracht en daar gemarteld, of op transport gesteld naar concentratiekampen, haast altijd Westerbork. "Naar de Euterpestraat" voorspelde dan ook weinig goeds; vandaar de na-oorlogse naamswijziging vanwege de beladen naam.
Op zondag 26 november 1944 werden de gebouwen gebombardeerd. 24 Hawker Typhoons van de Royal Air Force voerden in duikvlucht een aanval met raketten en bommen uit. Hierbij werden dertig woonhuizen getroffen. Er vielen 69 doden, onder wie slechts vier SD'ers. De Zentralstelle werd half verwoest. Het SD-hoofdkwartier liep dermate veel schade op dat de SD naar hotel Apollofirst aan de Apollolaan moest verhuizen. Voor de zondag was gekozen in verband met de vele scholen in de directe omgeving. Het doel, het vernietigen van de archieven met gegevens van verzetsstrijders, werd helaas niet bereikt.
In de straat zijn drie gedenktekens geplaatst die verwijzen naar gebeurtenissen in de Tweede Wereldoorlog:

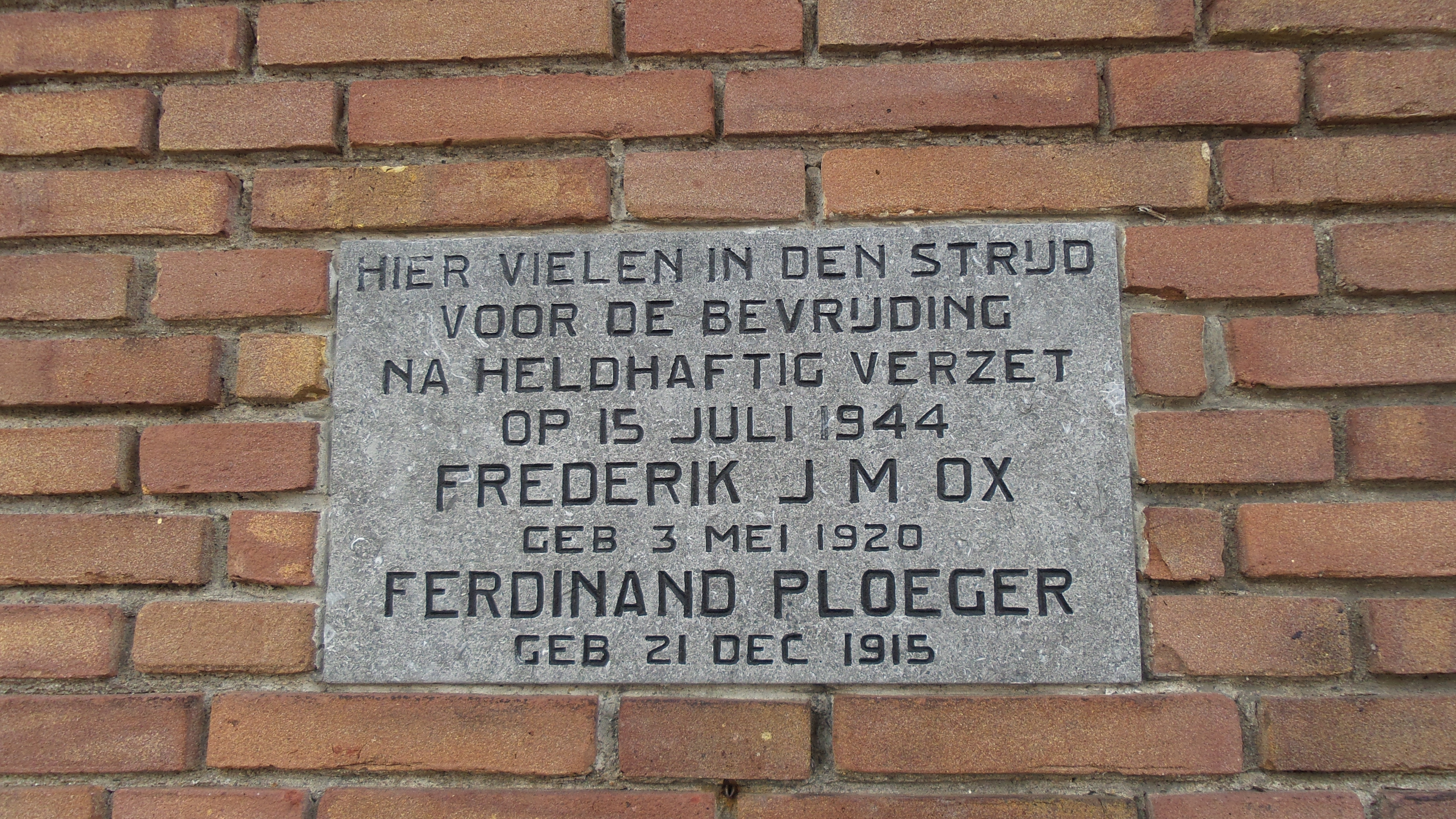
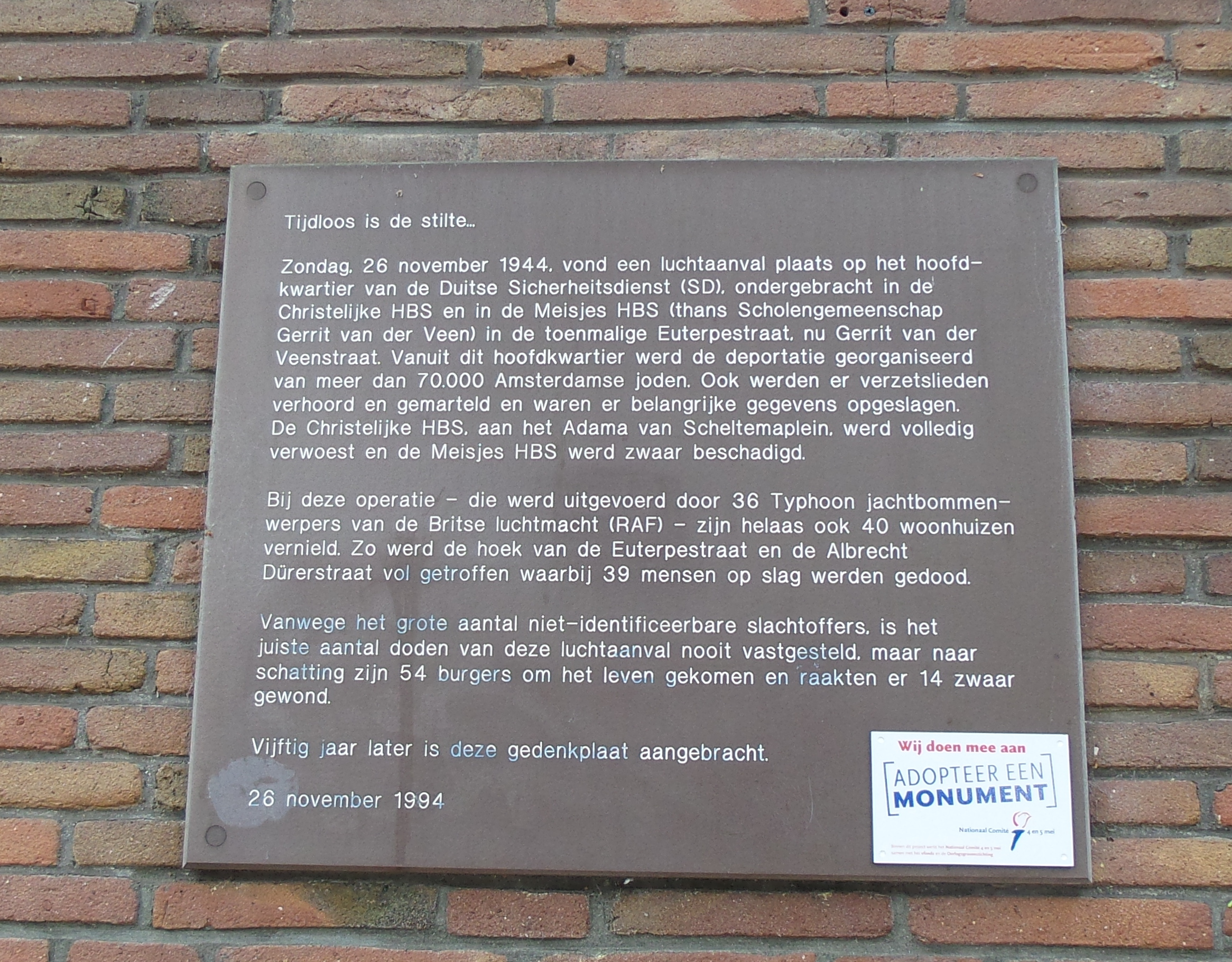
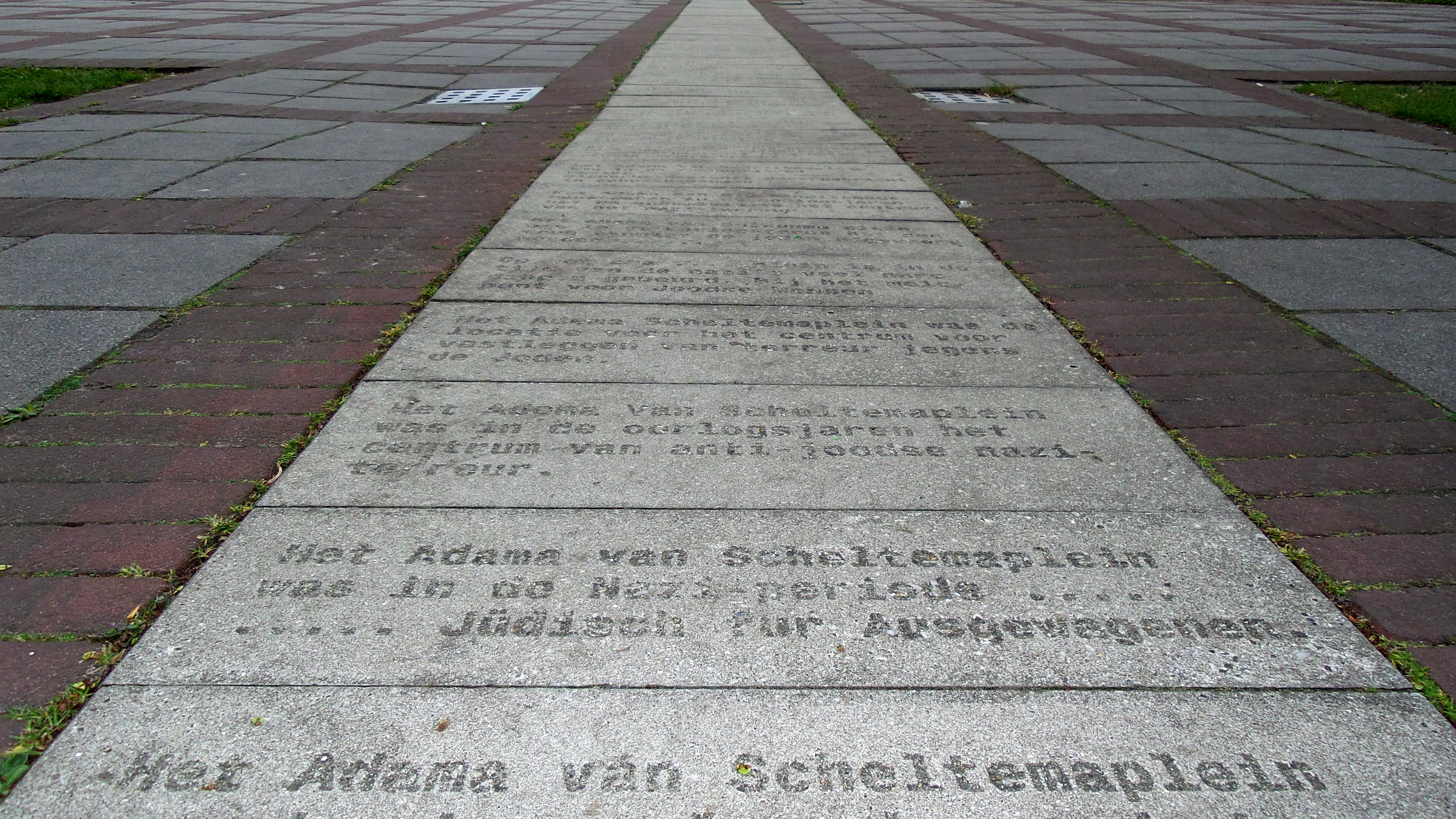

## Markante punten
- Aan het begin van de straat staat het Apollo House, bijgenaamd het 'Strijkijzer'.[bron?] Hier zat tot in de jaren negentig de Sociale Verzekeringsbank. Nu[(sinds) wanneer?] is er de Amsterdamse vestiging van Allen & Overy LLP[1] gevestigd. Het gebouw heeft zijn officiële ingang aan de Apollolaan, maar aan de achterkant van het gebouw (in de Gerrit van der Veenstraat) waren tot in de jaren negentig ook bedrijven gevestigd. Deze ruimtes worden inmiddels ook door het eerdergenoemde advocatenkantoor gebruikt.[bron?]
- De Lutherkapel van de Hersteld Apostolische Zendinggemeente op nr. 38.
- Het Gerrit van der Veen College op nr. 99. Het gebouw heeft een splinternieuwe "voortuin" aan de straatkant, waar scholieren en passanten kunnen verblijven. Dit is het gebouw waar tijdens de Tweede Wereldoorlog de Sicherheitsdienst gevestigd was. Het gebouw is in de oorlog gebombardeerd geweest, waarbij vooral de omliggende huizen met de grond gelijk werden gemaakt. De omgeving is echter weer in originele staat opgebouwd. Voor de oorlog deed het gebouw ook dienst als school; het was toen een HBS voor meisjes. Voor het gebouw staan de beelden Moeder en kind (1939) van Han Wezelaar en De denker (1947) van Paul Koning.

- Langs de straat zijn twee pleintjes waar kinderen kunnen spelen. Het eerste pleintje is tegenover de Gerrit van der Veenschool, bij het Ignatiusgymnasium. Dit plein heet het Adama van Scheltemaplantsoen. Op dit pleintje is een kinderspeelplaats en sinds 2007 een klein monument ter herdenking aan de deportaties van Joden. Verderop, ter hoogte van de Veronesestraat, is een plantsoen te vinden dat bekendstaat als Veroneseplantsoen.

- Op de hoeken met de Minervalaan zijn poorten te vinden waar voorbijgangers onderdoor kunnen lopen. In het originele bouwplan voor de buurt zou de Minervalaan een winkelstraat moeten worden, maar dat is nooit gebeurd.